# کاروانسرای خان مرجان
کاروانسرای خان مرجان با این که امروزه در خارج از مرزهای ایران قرار دارد، ولی از نظر سبکی چنان پیوندی با کارهای ایرانی دارد که گویی در خود ایران واقع شده است. این بنای معروف، قبلاً به «خان اورتما» شهرت داشت. این بنا به سال ۱۳۵۹ میلادی در خلال تسلط کوتاه ولی از نظر فرهنگی فعال خاندان جلایری برپا شد. این خاندان یکی از دولت‌های کوچکی از که مدعی حکومت بر اجزای دولت فروپاشیده ایلخانی بود. همزاد این خان، مدرسه‌ای است به نام مرجانیه که در مجاورت آن ساخته شده است نیت بانی این بوده که این مدرسه را از درآمد خان (کاروانسرا) نگهداری و اداره کند.
به همین طریق غازان خانایلخان مغول دستور داد که در هر دهی یک مسجد و حمام ساخته شود تا مسجد بتواند از درآمد حمام برپا بماند. در دوره‌های بعدی، مجموعه عظیم صفویه چهار باغ در اصفهان، مشتمل بر کاروانسرا، بازار و مدرسه بیان جاه طلبانه تری از همین فکر است. به هر حال، به‌خصوص در شرق جهان اسلامی نمونه‌های به جای مانده از این گونه مجموعه‌های سده‌های میانی، یعنی بنیادهایی که به طور متقابل به یکدیگر پیوسته بوده‌اند، نادر است. وجود یکی از طولانی‌ترین کتیبه‌های وقف از دوره سده‌های میانه اسلامی در خان، که در اینجا تیم نامیده می‌شود، مزیت ویژه مجموعه مرجان است.
به هر طریق، این اثر با تکیه بر این دو عامل حقاً می‌تواند جلوه گری کند. نقشه آن، طاق‌بندی آن، تزئینات آن، و سرانجام عملکرد آن نیز جالب توجه است.